# Erich Dieter
Erich Dieter (* 27. Februar 1896 in Berlin; † 27. September 1960 ebenda) war ein deutscher Politiker der SPD.
Erich Dieter besuchte eine Volksschule und machte eine kaufmännische Lehre. Er besuchte die Berliner Anwaltsfachschule und arbeitete anschließend als kaufmännischer Angestellter. Später arbeitete er im Bezirksamt Wedding als Magistratsrat.
Im Dezember 1953 konnte Dieter in das Abgeordnetenhaus von Berlin nachrücken, da Gustav Pietsch (1891–1956) ausgeschieden war. Doch bereits ein Jahr später schied er selbst wieder aus dem Parlament aus.